# Tincry

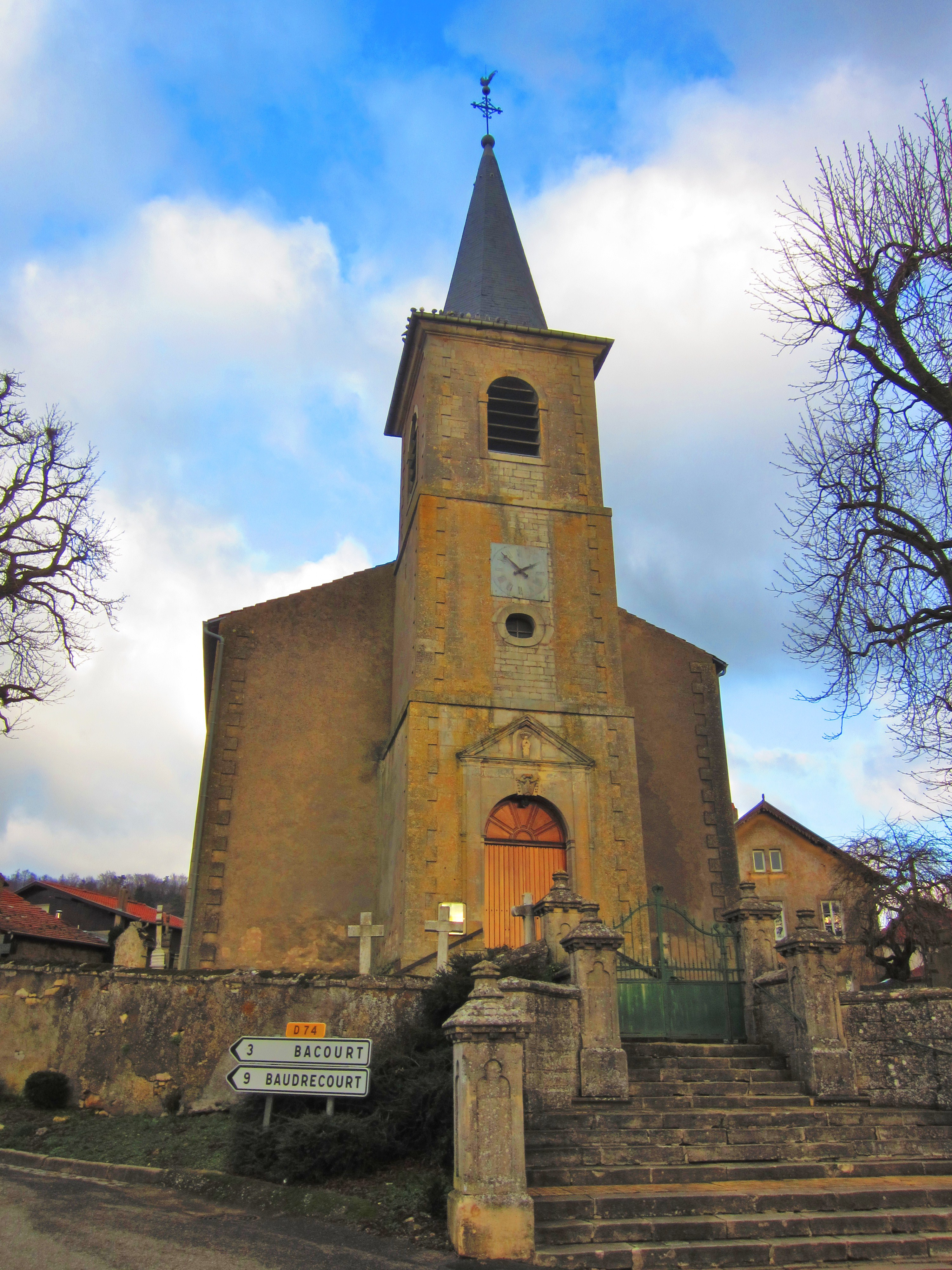
Kirche St. Médard

Tincry ist eine französische Gemeinde mit 173 Einwohnern (Stand 1. Januar 2022) im Département Moselle in der Region Grand Est (bis 2015 Lothringen). Sie gehört zum Arrondissement Sarrebourg-Château-Salins.

## Geographie
Tincry liegt in Lothringen, 32 Kilometer südöstlich von Metz, 15 Kilometer nordwestlich von Château-Salins und zwei Kilometer nordöstlich von Delme im Saulnois (Salzgau) auf einer Höhe zwischen 226 und 373 m über dem Meeresspiegel. Das Gemeindegebiet umfasst 8,47 km².

## Geschichte
Der Ort wurde erstmals 950 als Tinkaracha erwähnt; weitere Ortsbezeichnungen sind u. a.: Dincrey in pago Salninse (962), Dincriche in pago Sallingowe (1023), Tinkera (1397), Tinkirchen (1421) und Tinkeringen (1460). Im Jahr 1103 wurde ein Mattfridus de loco Tinquirey erwähnt.
1186 kommt ein Balduinus de Thincherie als Zeuge vor.
Die Ortschaft gehörte früher zur Grafschaft Bar im Herzogtum Lothringen und der Salmschen Baronie Verviers. 1661  wurde das Dorf zusammen mit Bar von Frankreich annektiert.
Das Gemeindewappen zeigt mit den Lachsen die frühere Abhängigkeit Tincrys von der Salmschen Baronie Verviers. Der Dreiberg symbolisiert die Hügelkette nördlich von Tincry, die im Haut du Mont 373 m über dem Meer erreicht.
Durch den Frankfurter Frieden vom 10. Mai 1871 kam die Region an Deutschland und das Dorf wurde dem Kreis Château-Salins im Bezirk Lothringen des Reichslandes Elsaß-Lothringen zugeordnet. Die Dorfbewohner betrieben Getreide-, Gemüse-, Wein-, Hopfen-, Tabak- und Obstanbau.
Nach dem Ersten Weltkrieg musste die Region aufgrund der Bestimmungen des Versailler Vertrags 1919 an Frankreich abgetreten werden. Im Zweiten Weltkrieg war die Region von der deutschen Wehrmacht besetzt und stand unter deutscher Verwaltung.
Das Dorf trug 1915–1919 den eingedeutschten Namen Dinkrich bzw. 1940–1944 Dinkirchen.

### Bevölkerungsentwicklung
| Jahr      | 1962 | 1968 | 1975 | 1982 | 1990 | 1999 | 2007 | 2019 |
| Einwohner | 170  | 145  | 150  | 139  | 126  | 133  | 198  | 174  |

## Belege
1. ↑  Die fränkischen und alemannischen Siedlungen in Gallien - Adolf Schiber (2011)
2. 1 2  Franz Xaver Kraus: Kunst und Alterthum in Elsass-Lothringen. Beschreibende Statistik. Band III: Kunst und Althertum in Lothringen, Friedrich Bull, Straßburg 1886,  S. 990  (books-google.com).
3. 1 2 3  Eugen H. Th. Huhn: Deutsch-Lothringen. Landes-, Volks- und Ortskunde, Stuttgart 1875, S. 504  (google.books.com).
4. ↑  Wappenbeschreibung auf genealogie-lorraine.fr (französisch)